# Saint-Dalmas-le-Selvage
Pour les articles homonymes, voir Dalmas.
Saint-Dalmas-le-Selvage [sɛ̃.dalmas.lə.sɛlvaʒ]  est une commune française située dans le nord du département des Alpes-Maritimes, en région Provence-Alpes-Côte d'Azur.
Ses habitants sont les Sandalmassiers.

## Géographie

### Localisation
Saint-Dalmas-le-Selvage est situé à environ 90 km de Nice, dans la vallée de la Tinée. Les deux tiers de sa superficie se trouvent dans le parc national du Mercantour.

### Géologie et relief
Ce village aux paysages variés (prairies fleuries, forêts de mélèzes, d'épicéas, alpages ou simples montagnes rocheuses) est situé à 1 500 m d'altitude, ce qui en fait le plus haut du département des Alpes-Maritimes. L’origine du toponyme « Selvage » vient du mot latin « silva » qui signifie « forêt ».

### Hameaux rattachés à la commune

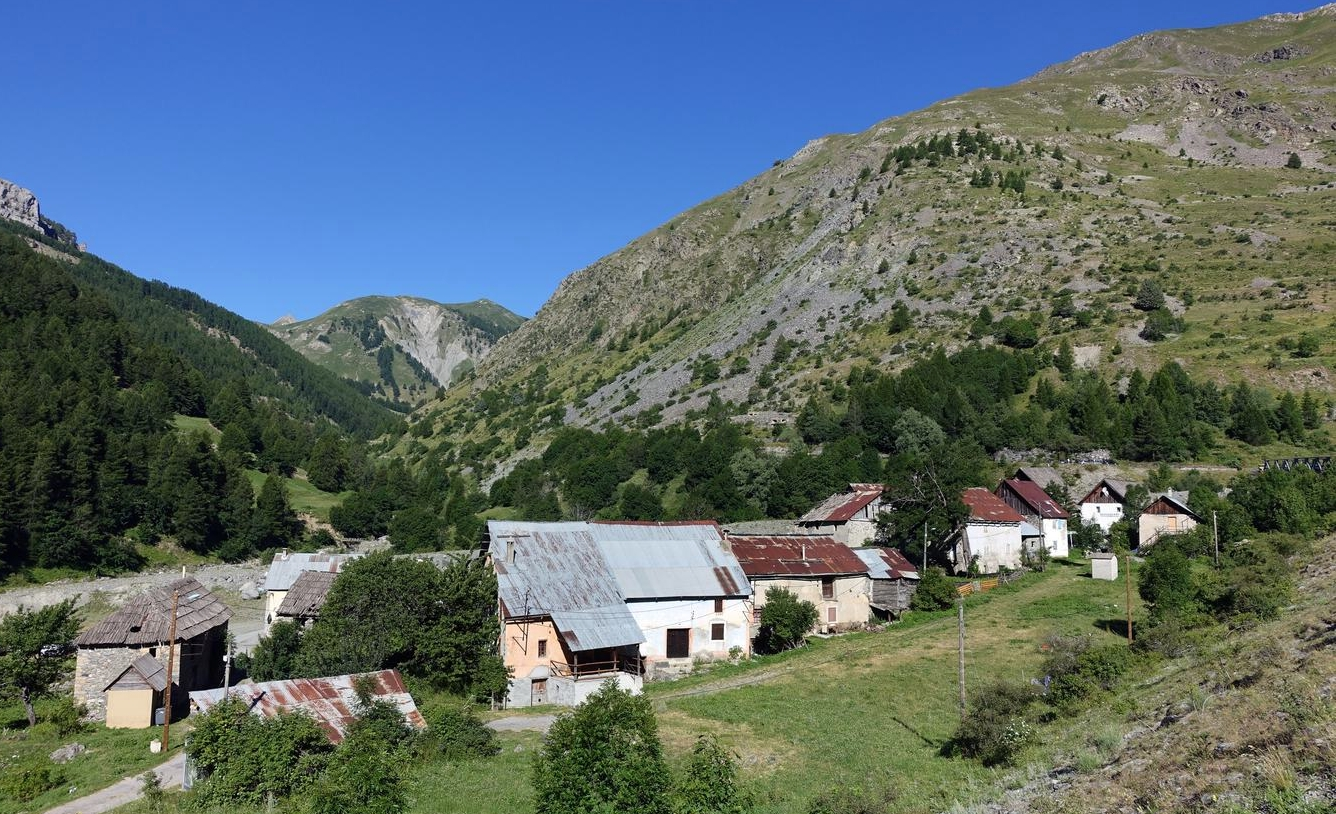
Hameau du Pra

- Le Pra : situé à 1 700 m d'altitude, ce hameau dont le nom signifie « pré » est habité depuis 1617 et a recensé 162 habitants en 1828. Avec la proximité de l'Italie, un poste de douanier était installé au Pra au début du XXe siècle pour surveiller la contrebande. Mais le Pra se trouve rapidement être un lieu dangereux pour les habitants. En effet, dès 1860 d'importantes inondations se produisent, et c'est en 1961 que de violents orages provoquent la destruction d'une partie importante du village. D'autre part, le village étant situé au pied d'une montagne se voit soumis à d'importantes chutes de pierre. Il est pour cela inhabité durant une année entière. Aujourd’hui, le seul commerce du hameau est un restaurant, mais d’autres constructions comme l’église vouée à Sainte-Marie-Madeleine, le four à pain communal, l'ancienne école, le lavoir et quelques maisons témoignent d'une activité soutenue au cours du siècle passé. Le hameau n'est plus habité que quelques mois à la belle saison et par une dizaine d‘habitants seulement.
- Bousieyas : ce hameau, qui est le plus haut du département des Alpes-Maritimes (1 960 m), tire son nom du verbe provençal « bousihar » qui signifie « souffler en tempête ». Le village s’organise autour de la petite église consacrée à Saint-Pierre. On y trouve onze maisons, un vieil hôtel aujourd’hui en rénovation et le gîte d'étape situé sur le sentier de randonnée du sentier de grande randonnée GR 5, qui relie les Pays-Bas à la Méditerranée. Il fut habité de façon permanente jusqu'à l'hiver 1962-1963 par madame Dalmas, surnommée par les médias « l'ermite de Bousieyas ». Mais celle-ci dut partir pour des raisons de santé. Le hameau ne fut plus alors qu'habité de façon saisonnière. Bousieyas est aussi lieu de transhumance, il rassemble essentiellement deux troupeaux d’environ 1 500 bêtes qui pâturent sur une superficie de plus de 1 000 ha (10 km2).
- Le Camp des Fourches : cet ancien village militaire est abandonné depuis l’entre-deux-guerres. À la différence des ouvrages de défense, le Camp des Fourches (situé à 2 300 m d'altitude) était réservé à l'hébergement des troupes. Sa construction a été achevée en 1896. Composé de 26 baraquements construits en dur, il pouvait abriter jusqu'à 800 hommes. Tout était prévu pour une autonomie totale : capitainerie, sanitaires, four à pain, cuisines, écuries pour les mulets, réseaux d'assainissement et même un téléphérique, relié au hameau du Pra, assurant le ravitaillement ou l'évacuation des blessés. L'hiver, par contre, seule une section d'éclaireurs-skieurs d’une quarantaine d'hommes y habitait. Les hommes y vivaient en autarcie complète et certains profitaient de leur temps libre pour peindre d'amusantes fresques murales dont quelques-unes sont encore visibles dans l'extrémité ouest du camp.

### Catastrophes naturelles - Sismicité
Le 2 octobre 2020, de nombreux villages des diverses vallées des Alpes-Maritimes (Breil-sur-Roya, Fontan, Roquebillière, St-Martin-Vésubie, Tende...) sont fortement impactés par un "épisode méditerranéen" de grande ampleur. Certains hameaux sont restés inaccessibles jusqu'à plus d'une semaine après la catastrophe et l'électricité n'a été rétablie que vers le 20 octobre. L'Arrêté du 7 octobre 2020 portant reconnaissance de l'état de catastrophe naturelle a identifié 55 communes, dont Saint-Étienne-de-Tinée, au titre des "Inondations et coulées de boue du 2 au 3 octobre 2020".
Commune située dans une zone de sismicité moyenne.

### Hydrographie et les eaux souterraines
Cours d'eau sur la commune ou à son aval :
- rivière la Tinée,
- torrent le rio, de tortisse, de jalorgues, de sestrière,
- ruisseaux de pierre châtel, de roubaud,
- vallon de valloar,
- le riou blanc.

### Climat
Pour des articles plus généraux, voir Climat de Provence-Alpes-Côte d'Azur et Climat des Alpes-Maritimes.
En 2010, le climat de la commune est de type climat de montagne, selon une étude du Centre national de la recherche scientifique s'appuyant sur une série de données couvrant la période 1971-2000. En 2020, Météo-France publie une typologie des climats de la France métropolitaine dans laquelle la commune est exposée à un climat de montagne ou de marges de montagne et est dans la région climatique  Alpes du sud, caractérisée par une pluviométrie annuelle de 850 à 1 000 mm, minimale en été. 
Pour la période 1971-2000, la température annuelle moyenne est de 7,4 °C, avec une amplitude thermique annuelle de 16 °C. Le cumul annuel moyen de précipitations est de 886 mm, avec 6 jours de précipitations en janvier et 7,4 jours en juillet. Pour la période 1991-2020, la température moyenne annuelle observée sur la station météorologique de Météo-France la plus proche, « St Étienne de Tinee_sapc », sur la commune de Saint-Étienne-de-Tinée à 6 km à vol d'oiseau, est de 10,6 °C et le cumul annuel moyen de précipitations est de 983,3 mm. 
La température maximale relevée sur cette station est de 37,2 °C, atteinte le 28 juin 2019 ; la température minimale est de −13,3 °C, atteinte le 28 février 2018,,. 
Les paramètres climatiques de la commune ont été estimés pour le milieu du siècle (2041-2070) selon différents scénarios d'émission de gaz à effet de serre à partir des nouvelles projections climatiques de référence DRIAS-2020. Ils sont consultables sur un site dédié publié par Météo-France en novembre 2022.

### Voies de communications et transports

#### Voies routières

##### La route du col de Restefond-la Bonette

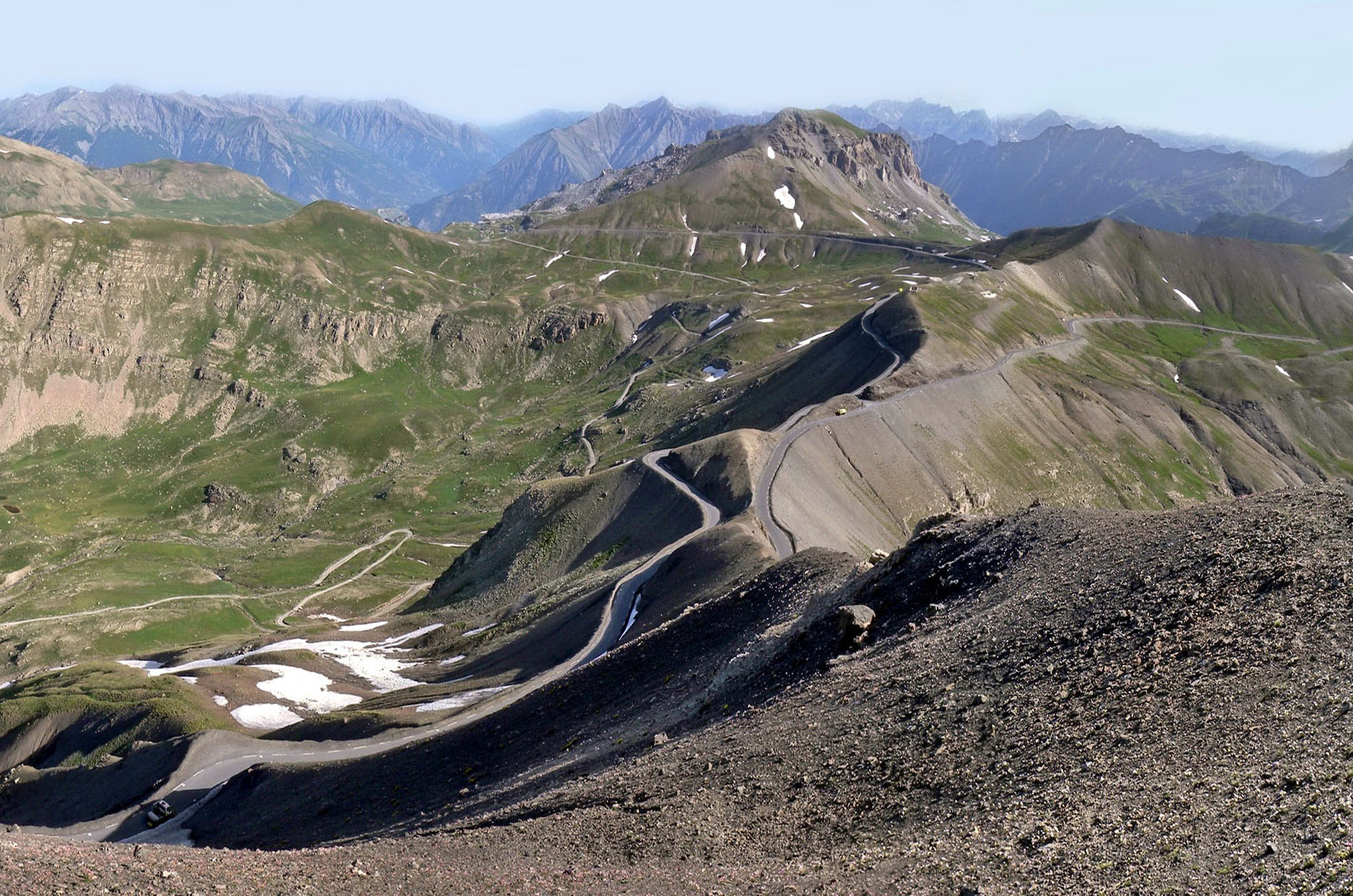
Vue sur la route et le col de la Bonette depuis la cime de la Bonette.

Dès le rattachement du comté de Nice à la France, l’empereur Napoléon III promet la création d'une liaison Nice-Barcelonnette. Par le décret du 18 août 1860, il classe cet itinéraire route impériale. Un premier tronçon allant jusqu'à Saint-Étienne-de-Tinée est réalisé en 1896, puis poussé jusqu'à Saint-Dalmas en 1913. Quant à la route actuelle, elle nécessite plus de dix années de travaux pour atteindre la cime de la Bonette (2 802m), et en faire ce qu'elle demeure encore aujourd'hui : l'une des plus hautes routes (goudronnées) d'Europe. Lors de l’ascension de la Bonette, on entre dans la zone centrale du Parc national du Mercantour (à partir du lieu-dit « le pont haut »), puis à partir du hameau de Bousieyas, on peut apercevoir les troupeaux des bergers transhumants qui restent en estive du mois de juin au mois d'octobre, retournant pour la plupart dans les plaines de la Crau pour l’hiver.
La commune de Saint-Dalmas-le-Selvage est parcourue par une des plus hautes routes d'Europe. Cette route, créée à partir du rattachement de Nice à la France en 1860, avait pour but de permettre de relier Barcelonnette à Nice, et avait également une importance stratégique permettant de prévenir une éventuelle attaque italienne en direction des vallées de la Tinée et de l'Ubaye.

#### Transports en commun
Transport en Provence-Alpes-Côte d'Azur
- Lignes Régulières Santa Azur[14]
- Commune desservie par le réseau Lignes d'Azur[15].

### Intercommunalité
Commune membre de la Métropole Nice Côte d'Azur.

## Urbanisme

### Typologie
Au 1er janvier 2024, Saint-Dalmas-le-Selvage est catégorisée commune rurale à habitat dispersé, selon la nouvelle grille communale de densité à 7 niveaux définie par l'Insee en 2022.
Elle est située hors unité urbaine et hors attraction des villes,.

### Occupation des sols
L'occupation des sols de la commune, telle qu'elle ressort de la base de données européenne d’occupation biophysique des sols Corine Land Cover (CLC), est marquée par l'importance des forêts et milieux semi-naturels (98,1 % en 2018), en diminution par rapport à 1990 (100 %). La répartition détaillée en 2018 est la suivante :
espaces ouverts, sans ou avec peu de végétation (57,2 %), milieux à végétation arbustive et/ou herbacée (23,1 %), forêts (17,8 %), prairies (1,9 %).
L'évolution de l’occupation des sols de la commune et de ses infrastructures peut être observée sur les différentes représentations cartographiques du territoire : la carte de Cassini (XVIIIe siècle), la carte d'état-major (1820-1866) et les cartes ou photos aériennes de l'IGN pour la période actuelle (1950 à aujourd'hui).

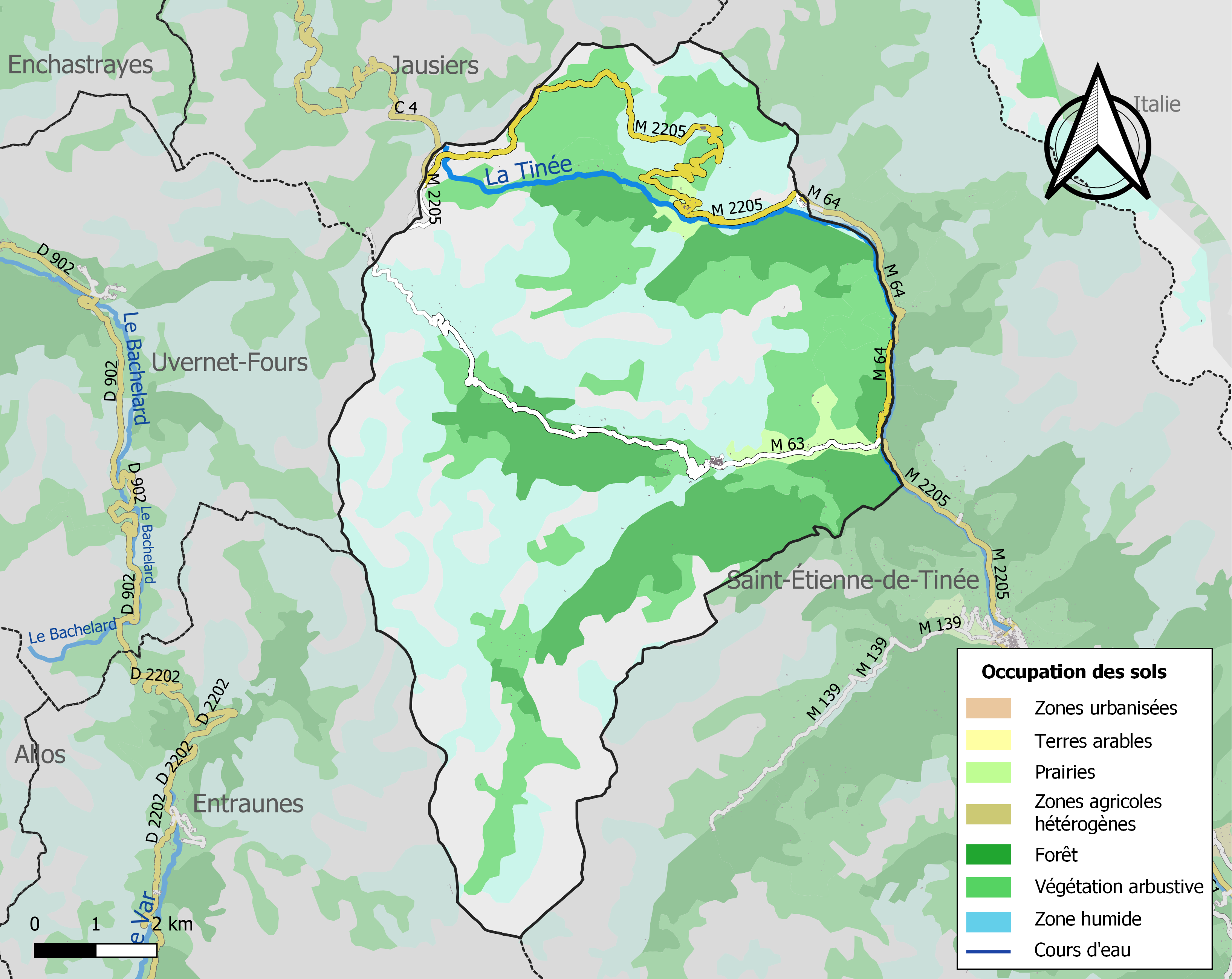
Carte de l'occupation des sols de la commune en 2018 (CLC).

### Communes limitrophes
| Jausiers      | Jausiers                | Saint-Étienne-de-Tinée |
| Uvernet-Fours | Saint-Dalmas-le-Selvage | Saint-Étienne-de-Tinée |
| Entraunes     | Entraunes               | Saint-Étienne-de-Tinée |

## Histoire

### Moyen Âge
Lors de la crise ouverte par la mort de la reine Jeanne Ire, la communauté de Saint-Dalmas-le-Selvage adhère à l’Union d'Aix (1382-1387), soutenant Charles de Duras contre Louis Ier d'Anjou. Elle fait même partie des plus fidèles et maintient son soutien même après la reddition d’Aix.

### Temps modernes
En 1696, Victor-Amédée II de Savoie actualise les droits régaliens liés au lointain affranchissement de la commune. Les Sandalmassiers, ne pouvant s'en acquitter, sont déclarés insolvables et, vers 1700, la commune est vendue en fief avec le titre de comte à un avocat de Saint-Étienne-de-Tinée : Erige Émeric. Un descendant du comte aurait par la suite abjuré le catholicisme pour se marier et devenir pasteur de l'Église réformée, Saint-Dalmas aurait alors été durant quelques années un village protestant. Mais c'est pourtant à un autre comte de Saint-Dalmas que le village doit le beau clocher de pierre érigé en 1718, l'un des neuf clochers lombards de la vallée de la Tinée. L'église abrite également plusieurs œuvres d'art, dont deux primitifs niçois du début du XVIe siècle. Quant à la chapelle Sainte-Marguerite, elle est connue pour ses peintures murales de la fin du XVe siècle, attribuées à Giovanni Baleison.
On peut aussi noter la situation particulière de la commune (aux portes de l’Italie) qui a en effet valu aux Sandalmassiers une histoire militaire mouvementée : occupation par l’armée protestante (1594), par les troupes françaises ensuite, par les Gallispans (1744). Viendront ultérieurement les combats de la période révolutionnaire, avant les affrontements de la Seconde Guerre mondiale. Vers 1900, nombre d’ouvrages défensifs — blockhaus des Fourches, de Las Planas et de la Cime de Pelouse, casernes du Camp des Fourches — avaient été construits et sont encore visibles. Si bien peints par Pierre Comba, les chasseurs alpins, leurs bivouacs et leurs manœuvres en montagne demeurent présents dans la mémoire des plus vieux et se transmettent de génération en génération.

### Époque contemporaine
Malgré ces quelques changements dans la vie de la commune, il y demeure une relative prospérité collective et une importance notable pour l’éducation et l’enseignement. Des prêtres assurent souvent les cours, lesquels sont gratuits. Dès 1814, une école fonctionne pour les garçons, et est ouverte aux filles en 1849. Bousieyas a un maître d'école en 1821. En 1860, la commune devient française, à la suite du rattachement de Nice et du comté de Savoie à la France, voté à l'unanimité par les 213 inscrits du village. Ce rattachement récent explique l’architecture singulière que l’on peut observer en de nombreux lieux du village.
Le changement de régime accélère l'effort éducatif après 1860. Des cours pour adultes sont organisés en 1865. Trois ans après, Saint-Dalmas et les deux hameaux sont dotés chacun d'un instituteur. Mais la dureté de la vie a petit à petit dépeuplé les villages. Bousieyas, qui était déjà tombé à 45 habitants en 1894, a vu la fin de toute occupation permanente avec le départ de la dernière habitante pendant l'hiver 1963-1964.
La situation sur des axes de circulation ancestraux comme la position frontalière ont pesé. Le chemin dit « de la Tinée » qui relie Nice à Barcelonnette est caractérisé par l’inconfort des voies muletières et la durée des voyages sont connus : il fallait plus de vingt-quatre heures de voyage pour aller de Nice à Saint-Dalmas. L’achèvement de l’infrastructure des transports est tardif : le tronçon final de la route à partir de Saint-Étienne-de-Tinée n’a été terminé qu’en 1928, et la route de Restefond n’est inaugurée qu’en 1961, contribuant davantage au départ des jeunes populations. Le déclin de la population Sandalmassière a par exemple entraîné la fermeture de l’école en 1984.
Malgré ce déclin, Saint-Dalmas connaît une vitalité dont témoigne l’entretien du village. Le visiteur est séduit par les toits en bardeaux de mélèze, les ruelles pavées, les cadrans solaires (des cadrans, nombreux, qui ne semblent pas se résigner à ce que, l’hiver, toute une partie du village soit durablement privée de soleil…). On trouve aussi au cœur du village la maison de pays, qui propose des expositions sur l'histoire et la culture locale, ainsi que la vente de production locale. Le tourisme permet ainsi au modeste village de Saint-Dalmas de conserver une activité perpétuelle.

## Héraldique
| Blason de Saint-Dalmas-le-Selvage | Blason  | D'argent aux trois sapins de sinople, en fasce, accompagnés en chef d'une croix du temple de gueules. |
| Blason de Saint-Dalmas-le-Selvage | Détails | Le statut officiel du blason reste à déterminer.                                                      |

## Politique et administration
| Période | Période  | Identité                 | Étiquette | Qualité     |
| ------- | -------- | ------------------------ | --------- | ----------- |
| 1860    | 1874     | Luc Issautier            |           |             |
| 1874    | 1876     | Sébastien Domenge        |           |             |
| 1876    | 1878     | Marius Issautier         |           |             |
| 1878    | 1884     | Joseph Domenge           |           |             |
| 1884    | 1888     | Antoine Portanery        |           |             |
| 1888    | 1892     | Siméon Issautier         |           |             |
| 1892    | 1900     | Valenti Domenge          |           |             |
| 1900    | 1913     | Antoine Issautier        |           |             |
| 1913    | 1919     | André Issautier          |           |             |
| 1919    | 1934     | Antoine-Marius Issautier |           |             |
| 1934    | 1947     | Joseph Issautier         |           |             |
| 1947    | 1989     | Léon Issautier           |           |             |
| 1989    | 1995     | Jérôme Tomi              |           |             |
| 1995    | En cours | Jean-Pierre Issautier    | UMP-LR    | Agriculteur |

### Budget et fiscalité 2019
En 2019, le budget de la commune était constitué ainsi :
- total des produits de fonctionnement : 338 000 €, soit 2 722 € par habitant ;
- total des charges de fonctionnement : 215 000 €, soit 1 734 € par habitant ;
- total des ressources d'investissement : 17 000 €, soit 134 € par habitant ;
- total des emplois d'investissement : 61 000 €, soit 493 € par habitant ;
- endettement : 119 000 €, soit 957 € par habitant.

Avec les taux de fiscalité suivants :
- taxe d'habitation : 18,32 % ;
- taxe foncière sur les propriétés bâties : 17,85 % ;
- taxe foncière sur les propriétés non bâties : 39,40 % ;
- taxe additionnelle à la taxe foncière sur les propriétés non bâties : 0,00 % ;
- cotisation foncière des entreprises : 0,00 %.

Chiffres clés Revenus et pauvreté des ménages en 2017.

## Population et société

### Démographie

#### Évolution démographique
L'évolution du nombre d'habitants est connue à travers les recensements de la population effectués dans la commune depuis 1793. Pour les communes de moins de 10 000 habitants, une enquête de recensement portant sur toute la population est réalisée tous les cinq ans, les populations de référence des années intermédiaires étant quant à elles estimées par interpolation ou extrapolation. Pour la commune, le premier recensement exhaustif entrant dans le cadre du nouveau dispositif a été réalisé en 2004.

En 2022, la commune comptait 102 habitants, en évolution de −16,39 % par rapport à 2016 (Alpes-Maritimes : +2,85 %, France hors Mayotte : +2,11 %).
| 1793 | 1800 | 1806 | 1822 | 1838 | 1848 | 1858 | 1861 | 1866 |
| ---- | ---- | ---- | ---- | ---- | ---- | ---- | ---- | ---- |
| 550  | 735  | 710  | 780  | 785  | 721  | 372  | 505  | 497  |

| 1872 | 1876 | 1881 | 1886 | 1891 | 1896 | 1901 | 1906 | 1911 |
| ---- | ---- | ---- | ---- | ---- | ---- | ---- | ---- | ---- |
| 461  | 398  | 313  | 310  | 270  | 277  | 242  | 241  | 213  |

| 1921 | 1926 | 1931 | 1936 | 1946 | 1954 | 1962 | 1968 | 1975 |
| ---- | ---- | ---- | ---- | ---- | ---- | ---- | ---- | ---- |
| 181  | 193  | 187  | 270  | 139  | 115  | 133  | 152  | 151  |

| 1982 | 1990 | 1999 | 2004 | 2006 | 2009 | 2014 | 2019 | 2022 |
| ---- | ---- | ---- | ---- | ---- | ---- | ---- | ---- | ---- |
| 121  | 114  | 123  | 131  | 133  | 131  | 122  | 108  | 102  |

### Enseignement
Établissements d'enseignements :
- Écoles maternelles et primaires à Saint-Étienne-de-Tinée, Entraunes,
- Collèges à Saint-Étienne-de-Tinée, Barcelonnette,
- Lycées à Valdeblore, Barcelonnette.

### Santé
Professionnels et établissements de santé :
- Médecins à Saint-Étienne-de-Tinée, Jausiers,
- Pharmacies à  Saint-Étienne-de-Tinée, Enchastrayes,
- Hôpitaux à Saint-Étienne-de-Tinée, Puget-Théniers.

### Cultes
- Culte catholique, Paroisse Notre-Dame de la Tinée[32], Diocèse de Nice.

## Économie

### Entreprises et commerces
L’économie dépend de l’agriculture pastorale, et du tourisme. Les touristes sont attirés par les espaces naturels protégés et les activités qu’il est possible de pratiquer :
- escalade : le Rocher de Junic, avec différentes voies sur deux secteurs à partir de la cotation « 4A » ;
- pêche : la truite fario peuple les torrents d’altitude ;
- randonnées pédestres : dans le vallon de Gialorgues, le plateau de Sestrières, le col de la Moutière ou le col de la Colombière. La Haute Tinée est traversée par le GR 5 qui venant du Pas de la Cavale, transite par Bousieyas, Saint-Dalmas-le-Selvage, le col d’Anelle, Saint-Étienne-de-Tinée, Auron, le col de Blainon.
- VTT : le tour du Bois de ville, le parcours de la Buisse, la piste du col d’Anelle permettront aux courageux la pratique du VTT dans de bonnes conditions avec des dénivelés raisonnables.

#### Agriculture
- Il y a environ un siècle, la commune tirait ses ressources de l’agriculture (conditionnée par l'altitude, le relief et le climat), de l’élevage (aussi bien ovin que bovin) et de la vente de toutes sortes de produits locaux. Mais les activités restaient limitées.

La conquête de nouvelles terres et la construction des hameaux de Bousieyas et du Pra, au xviie siècle, permettent un accroissement de la population.
Le Pra compte jusqu'à 160 personnes vers 1820. Quant à Bousieyas, à 1 950 m d'altitude, il comptait alors une centaine d'âmes.

#### Tourisme
- La commune met en place chaque année une exposition, à la maison du pays de Saint-Dalmas, traitant de sujet divers. En 2007, le thème était « Sur les traces d’une frontière oubliée » et traitait des bornes frontières du comté de Nice, de la concrétisation sur des cartes puis sur le terrain des frontières du comté de Nice de 1760 puis en 1823. On y apprenait aussi que sur les cols et les passages stratégiques vers le royaume de France, on trouve des pierres sculptées, mais également des bornes.
- Gîte communal de Bousièyas[33].
- Restaurant au hameau de Le Pra.

#### Commerces et services
- D'après certaines statistiques, en 1822 le village aurait possédé deux forgerons, six meuniers, deux tisserands, plusieurs musiciens, en plus d'un boulanger, d'un cordonnier.

## Situation dans le Parc national du Mercantour
Le Mercantour a été classé Parc national en 1979, appellation reconnue dans le monde entier comme le plus haut niveau de qualité et de protection des espaces naturels remarquables. Du côté italien de la frontière, on retrouve le Parco naturale delle Alpi Marittime, autour du mont Argentera, dont le sommet culmine à 3 290 m. L’ensemble des deux parcs forme un vaste espace protégé transfrontalier. Le territoire du parc national est composé d’une zone centrale de 685 km² où se trouve une partie du hameau de Bousieyas et ses environs, consacrée en priorité à la nature, et d’une zone périphérique de 1 463 km² comprenant 28 communes, dont Saint-Dalmas-le-Selvage.

### Faune et flore de Saint-Dalmas et des environs
- Bouquetins et chamois cohabitent en haute montagne, alors que cerfs, chevreuils et sangliers fréquentent les milieux boisés. Les oiseaux représentés en ces lieux sont le tétras lyre, le lagopède alpin, le casse-noix, et les grands rapaces comme l’aigle royal et le gypaète barbu (de retour dans le parc grâce à une réintroduction). Ces animaux symboliques dont certains ont failli disparaître, fréquentent à nouveau les montagnes du Mercantour grâce à l'action du parc national, où le promeneur discret et attentif pourra les observer.
- D’autres animaux de taille plus modeste comme la marmotte, l’hermine, les chauves-souris et tant d’autres sont également présents grâce à la diversité des milieux.
- Sous influences climatique et géologique multiples, le Mercantour possède plus de 2 000 espèces végétales sur les 4 200 connues en France. Parmi elles, 220 sont considérées comme très rares dont 40, dites endémiques, ne se trouvant nulle part ailleurs dans le monde, comme la saxifrage à nombreuses fleurs.

Le mélèze peut sans doute symboliser dans le Mercantour la beauté et la diversité de la flore, et mériter son titre d'arbre de lumière. Seul conifère à feuilles caduques du milieu alpin, il laisse filtrer sous son feuillage léger une luminosité qui permet à de nombreuses plantes et fleurs comme le rhododendron, la myrtille ou le lis martagon de prospérer en sous-bois.

## Activités et loisirs

### Ses enfants
Le village de Saint-Dalmas-le-Selvage possède actuellement 14 enfants habitant à l'année et 23 autres enfants venant du monde entier (jusqu'en Guadeloupe).
Une association, le GESD (groupe des enfants de Saint Dalmas) "a été créée pour empêcher les conflits au sein des enfants, créer de nouvelles activités, s'amuser dans un village majestueux". Le GESD a déjà réalisé 3 chasses au trésor retraçant le passé du village, des soirées animées, des balades en montagne, des rencontres à la piscine et à la rivière, et aménagé une piste de VT.

## Lieux et monuments
- Les cadrans solaires, nombreux sur les façades des habitations[35]. On en compte sept dans le village. Tous portent des inscriptions en français, latin ou anglais.
- Il existe de nombreux vestiges de constructions militaires de la fin du XIXe et du début du XXe siècle, ces derniers faisant partie de la ligne Maginot alpine : le petit ouvrage du Col-de-la-Moutière, l'avant-poste de Saint-Dalmas-le-Selvage situé à la sortie du village, vers Sestrière, et celui du Pra, enfin les points d'appui du Lauzarouotte et de las Planas. Le PC du quartier Rougna, la dernière entité du secteur fortifié du Dauphiné, avant celui des Alpes-Maritimes, se trouvait au col de Colombart.

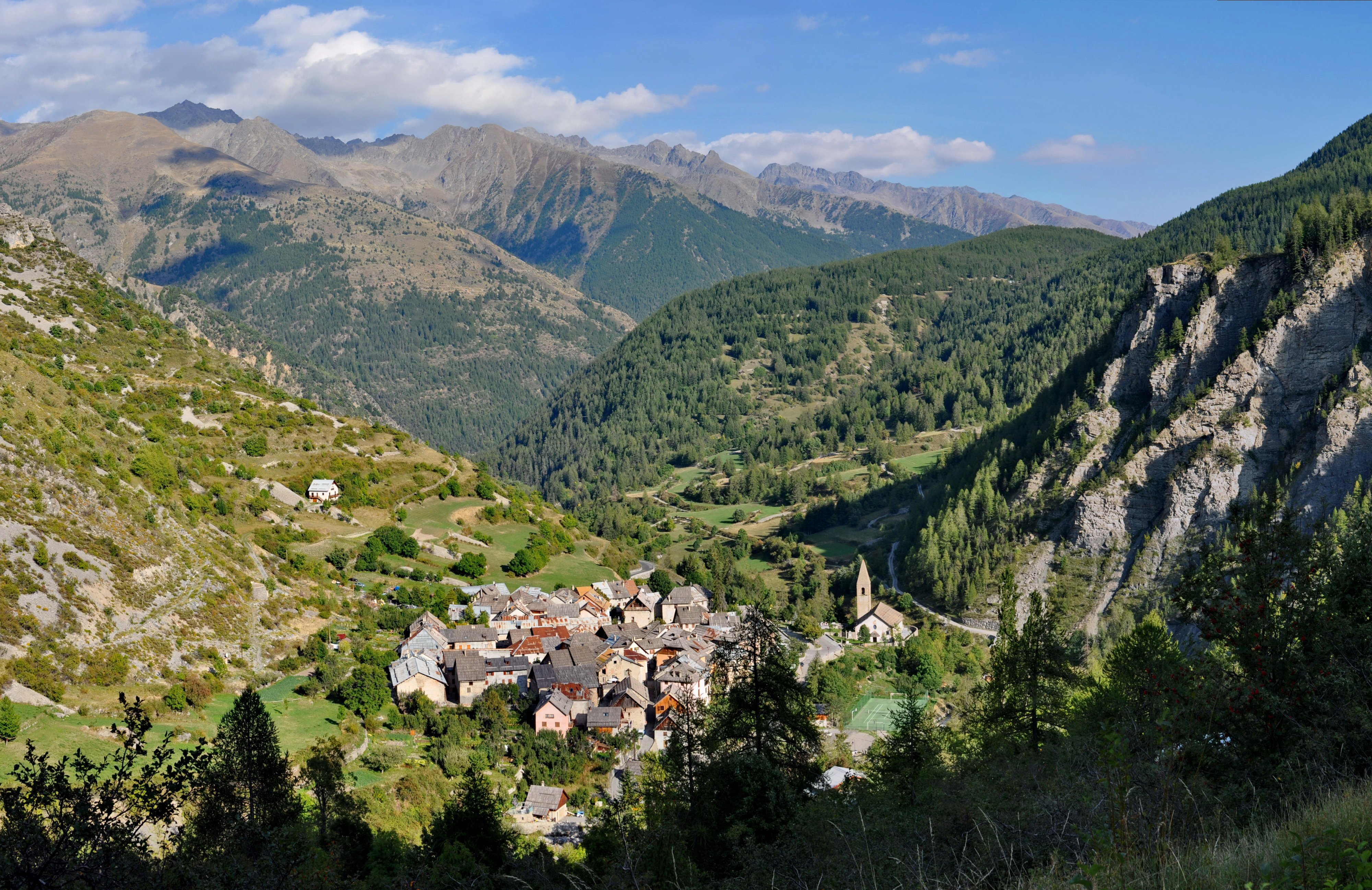
Site de Saint-Dalmas.
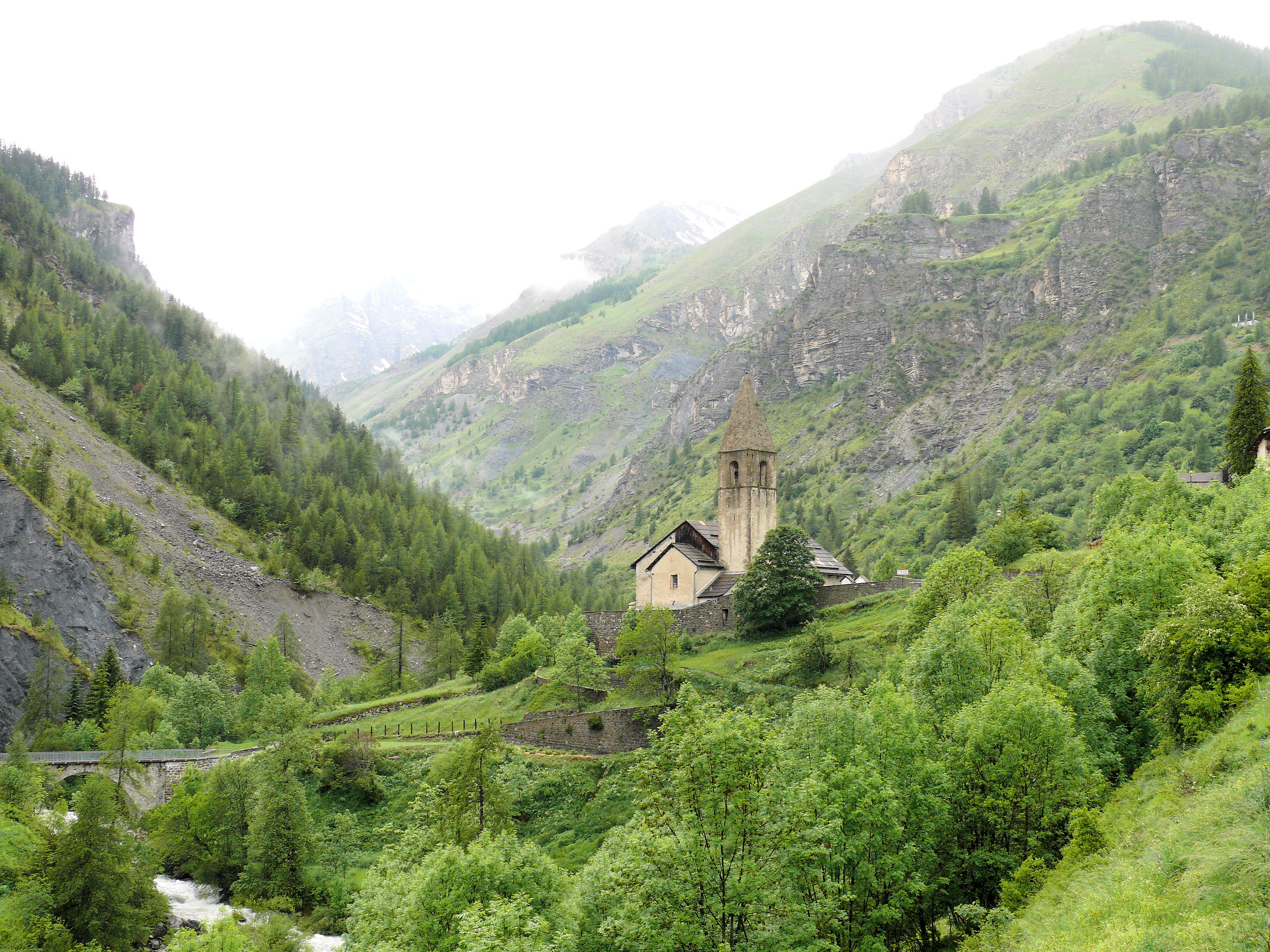
Le site de l'église Saint-Dalmas.
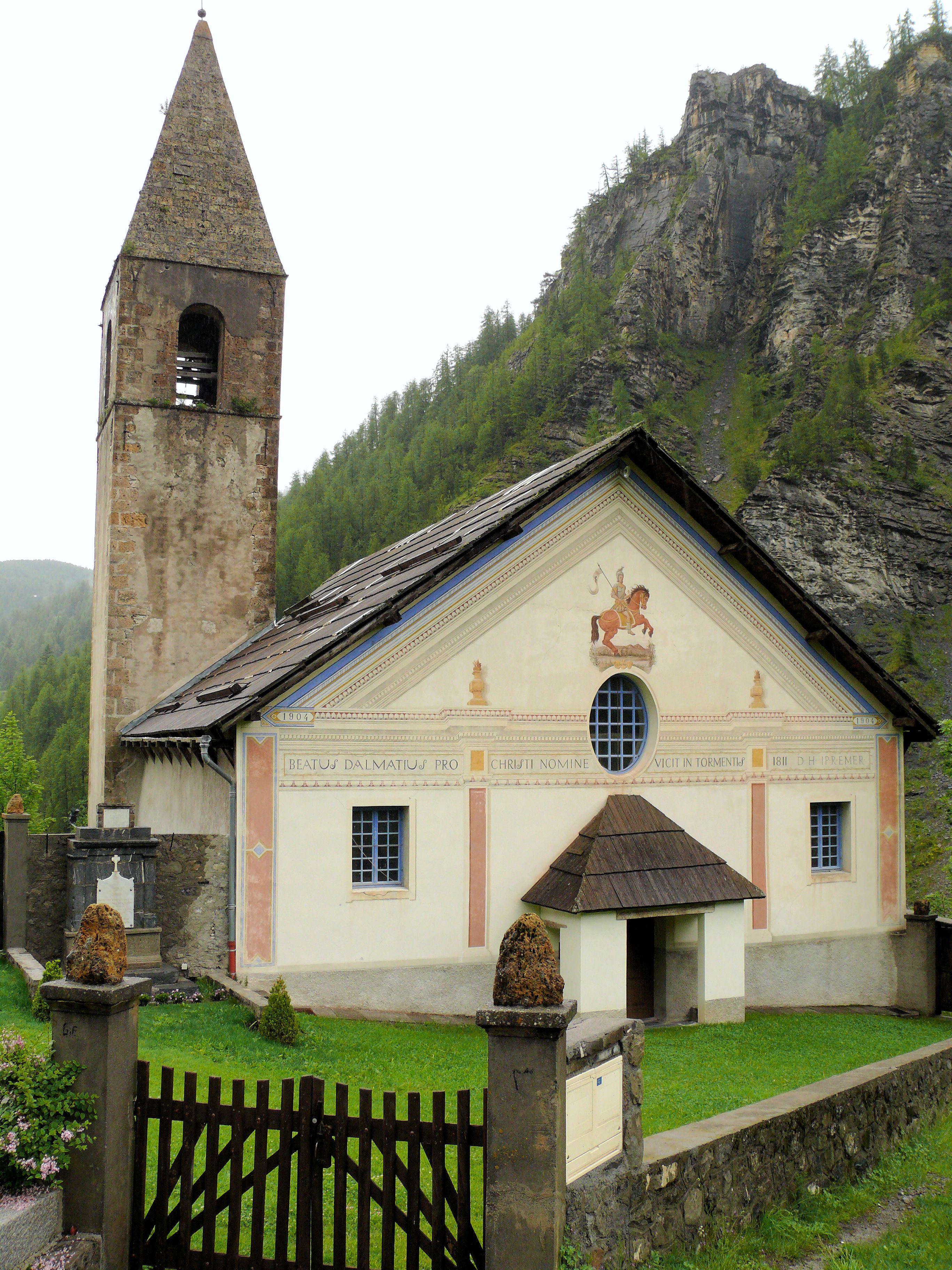
Église Saint-Dalmas.
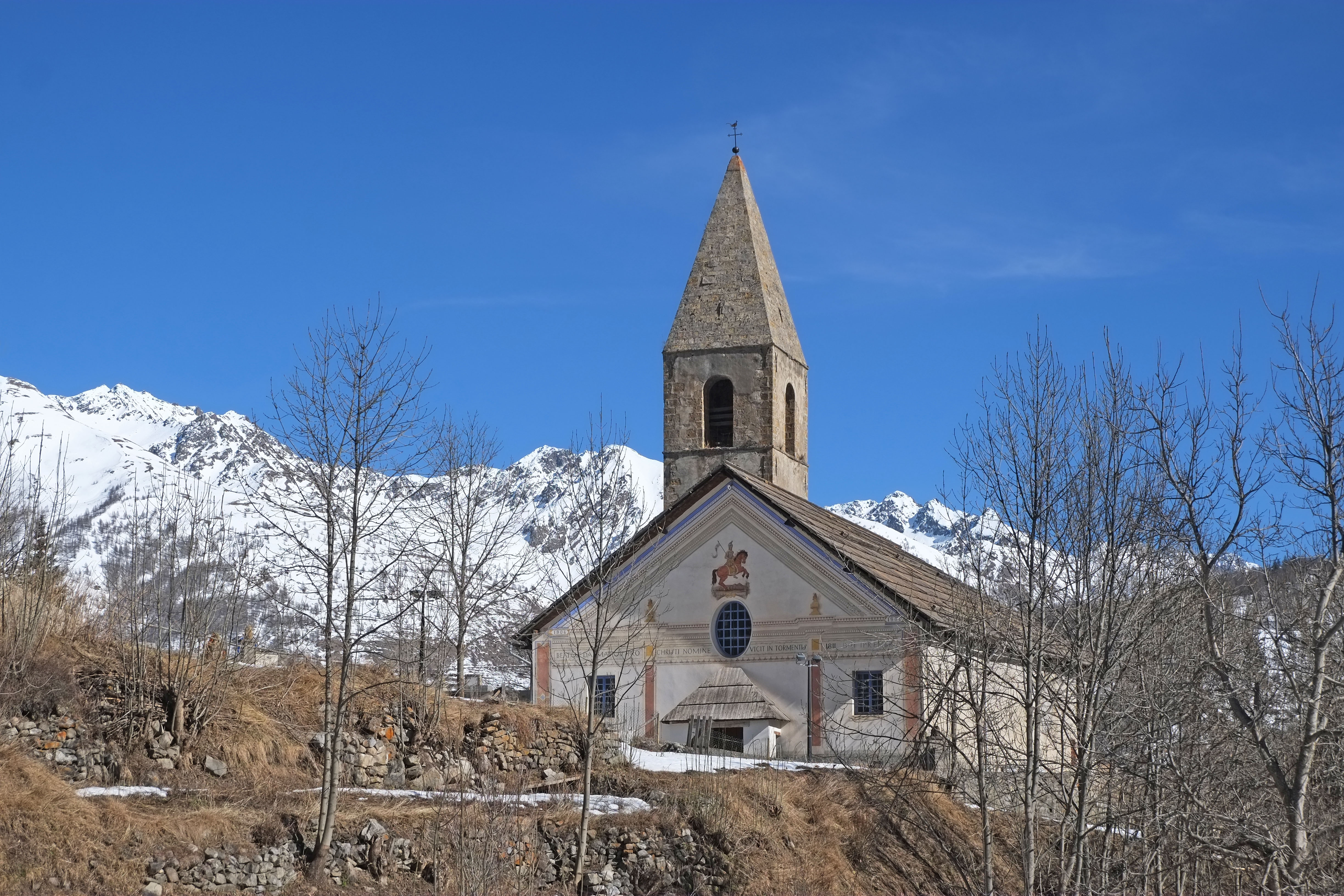
L’église Saint-Dalmas en hiver.
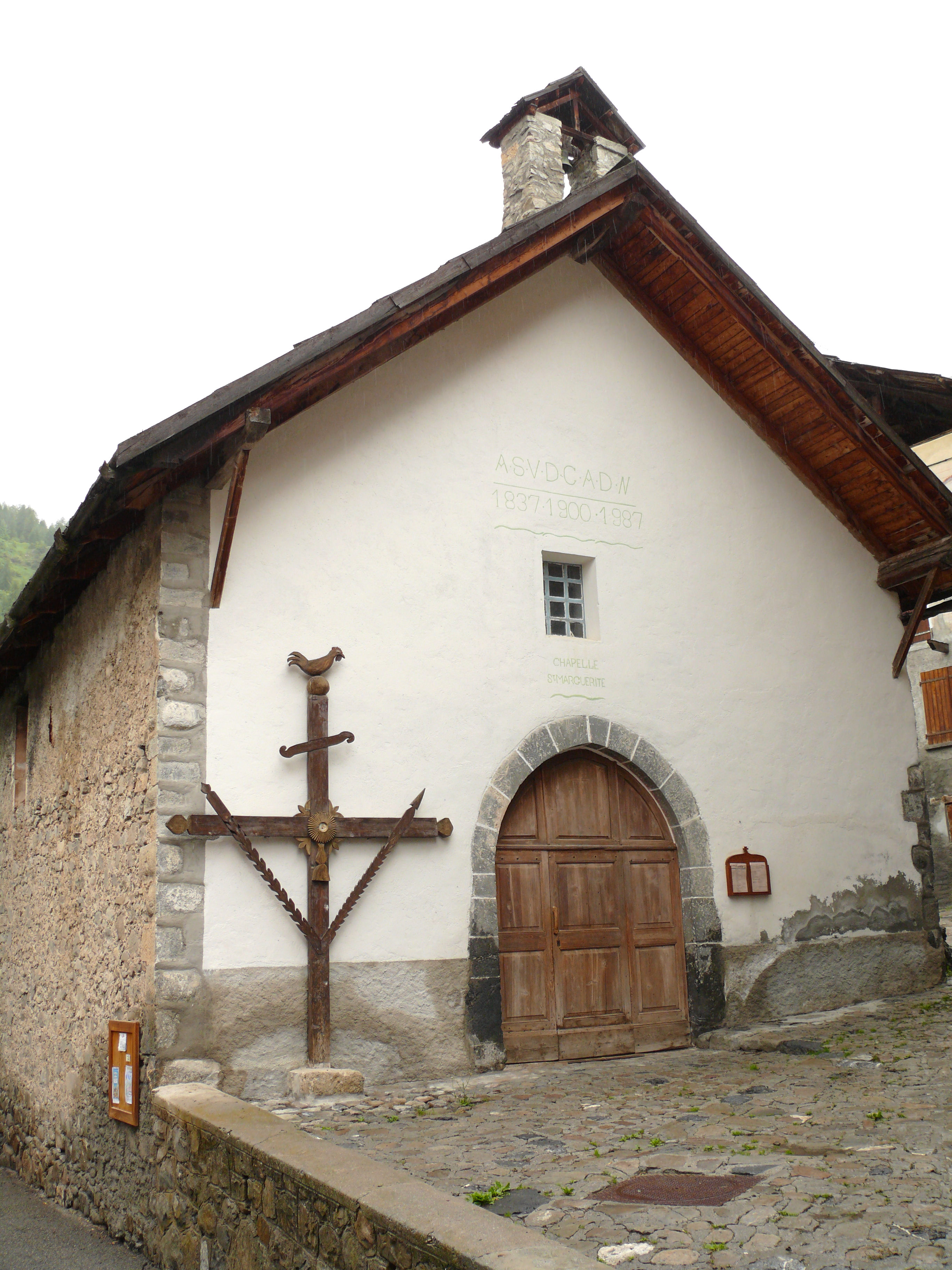
Chapelle Sainte-Marguerite.
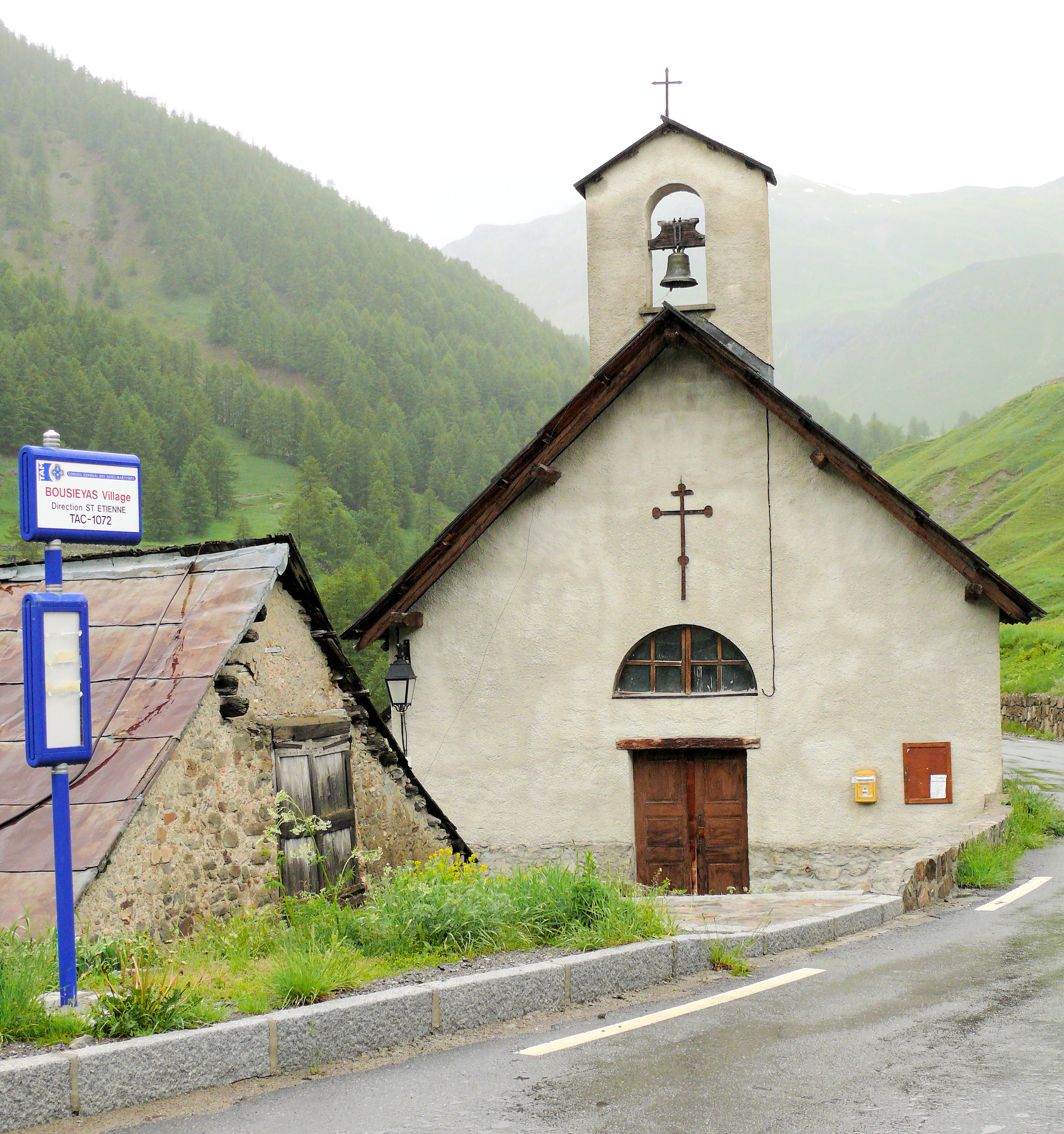
Église de Bousieyas.
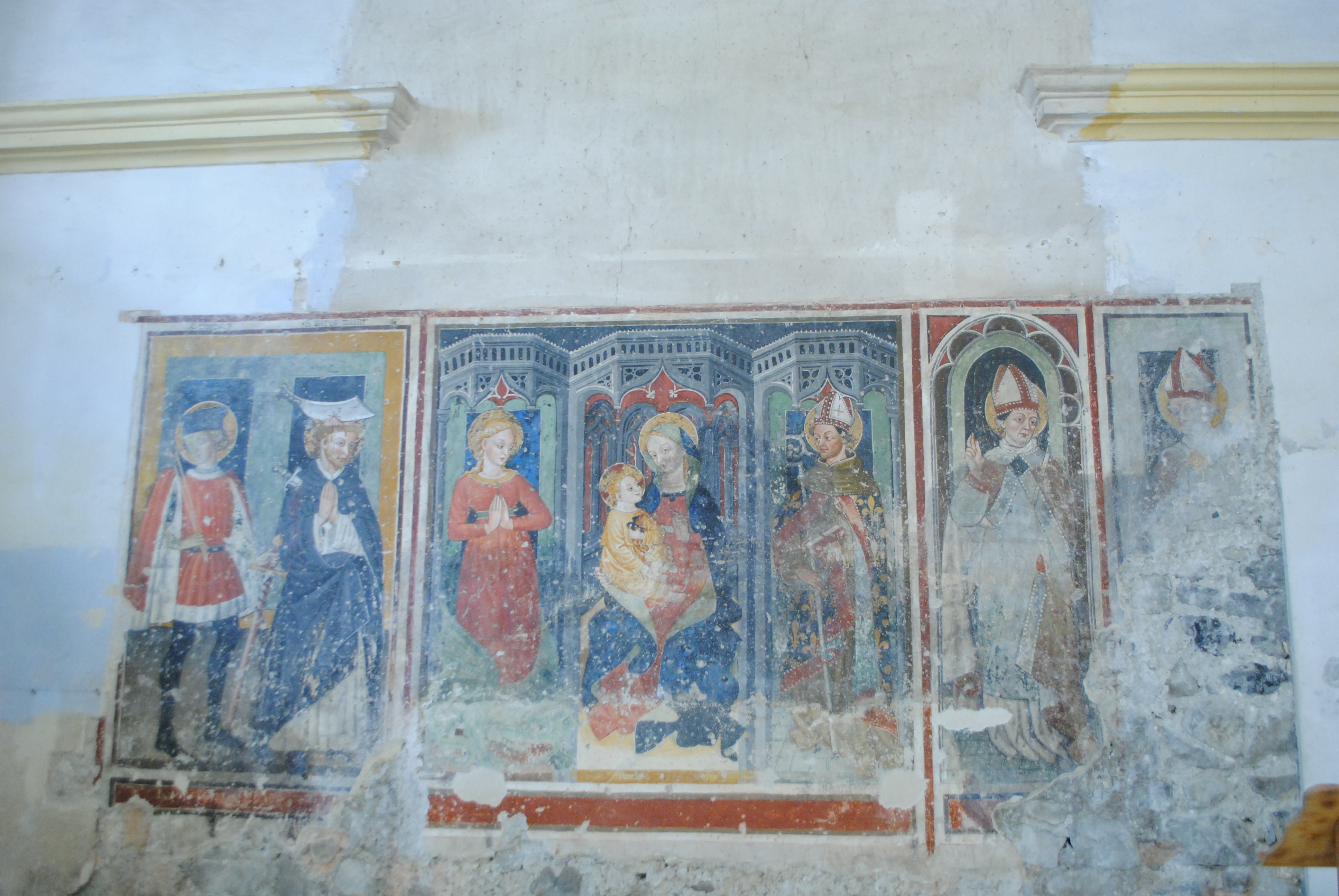
Fresques dont certaines ont été retrouvées seulement très récemment à l'intérieur de l'église Ste Marguerite.
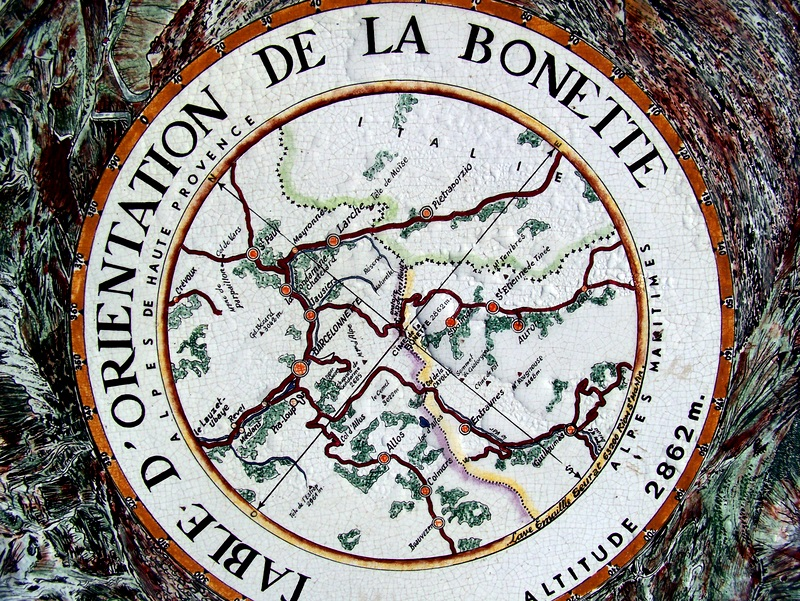
Table d'orientation située au sommet de la Bonette, indiquant les différents massifs et villages des environs

### Art religieux
- L’église paroissiale Saint-Dalmas[36] est un ancien prieuré de l'abbaye San Dalmazzo da Pedona[37], construite dans un petit enclos. Elle a été remaniée au XVIIIe siècle et son clocher de type roman lombard date de 1718[38]. Son mobilier comporte :
  - un triptyque de Saint-Pancrace : à droite dans le chœur (anonyme, 1515).
  - un triptyque de Notre-Dame-des-Grâces : daté de 1521.
- La chapelle Sainte-Marguerite des Pénitents blancs[39] : peintures murales du XVe siècle, retrouvées en 1996, qui étaient dissimulées derrière un retable. Attribuées à Jean Baleison, elles représentent saint Pierre de Vérone, sainte Marguerite et la Vierge à l’enfant, saint Louis d’Anjou et un saint évêque bénissant[40].
- Les églises Sainte-Marie-Madeleine du Pra et de Saint-Pierre de Bousieyas : au Pra[41], Guiglielmo Thaone compose en 1711 une Vierge à l’Enfant (1711). À Bousieyas[42], l’église la plus élevée des Alpes-Maritimes renferme une toile datée de 1680, signée Giuseppe Puons.
- L'oratoire de Notre-Dame du Très Haut est situé un peu avant l’arrivée au col de la Bonette, il fait l’objet d’un pèlerinage annuel au mois de juillet[43].
- Monument aux morts[44].
- Le charnier de Bousieyas : curiosité historique, le hameau a été l’un des derniers à utiliser ce mode de sépulture[45].